# 撰国史所
撰国史所是日本古代的政府一个机构，属于令外官，负责编纂日本的正史--六国史和未完成的《新国史》。
根据日本的律令，圖書寮负责编纂国家历史，但该机构没有相关资源源来执行这项工作。因此，国史的实际编纂工作是由天皇任命的贵族和政府官员领导撰国史所来进行的。根据《新国史》编纂时撰国史所的相关宣旨，以及《西宮記》和《新礼仪》对历代天皇进行国史编纂的记录，编纂国史由大臣、大纳言这类最高贵族担当总裁，又称为“別当”，參議是执行者，外記、辨官、儒学者、纪传道参与其中。
由于其事务性的性质，撰国史所一般在国史完成后就结束工作，例如编撰《續日本後紀》和《日本文德天皇实录》时，撰国史所只编撰了一代天皇的国史；例外情况则如《新国史》，编纂工作时间较长，且始终未能完成。
关于机构名称，已知《新国史》编撰时使用的名称为「撰国史所」，《續日本紀》编撰时为“撰續日本紀所”（根据《日本後紀》延历16年2月13日条），其他时期并不清楚，因此将“撰国史所”一词代称广义的国史编纂机构。

## 脚注
1. ↑  太政官史生從七位下安都宿禰笠主。式部史生賀茂縣主立長叙位二階。中務史生大初位下勝繼成。民部史生大初位下別公清成。式部書生無位雀部豊公一階。以供奉撰日本紀所也。